# Japanse kampioenschappen schaatsen afstanden 2019 - 5000 meter mannen
De 5000 meter mannen op de Japanse kampioenschappen schaatsen afstanden 2019 werd gereden op vrijdag 26 oktober 2018 in het ijsstadion M-Wave in Nagano.

## Statistieken
| #      | Schaatser          | Tijd       |
| ------ | ------------------ | ---------- |
| Goud   | Seitaro Ichinohe   | 6.24,67 KR |
| Zilver | Ryosuke Tsuchiya   | 6.27,36    |
| Brons  | Masahito Oobayashi | 6.28,99 PR |
| 4      | Takahiro Ito       | 6.29,22 PR |
| 5      | Riku Tsuchiya      | 6.31,81 PR |
| 6      | Takuro Ogawa       | 6.36,25    |
| 7      | Shouya Ogawa       | 6.37,67    |
| 8      | Motonaga Arito     | 6.39,86    |
| 9      | Shota Nakamura     | 6.42,43    |
| 10     | Taishi Yamamoto    | 6.42,97    |
| 11     | Koujiro Onodzuka   | 6.44,60    |
| 12     | Mamoru Takada      | 6.46,74    |
| 13     | Riki Hayashi       | 6.47,52    |
| 14     | Kenichiro Tomizu   | 6.48,73    |
| 15     | Shouta Tanaka      | 6.49,06    |
| 16     | Ryo Shirakawa      | 6.49,36    |
| 17     | Takuzo Ootake      | 6.49,79    |
| 18     | Tatsuki Matsuzaki  | 6.50,24    |
| 19     | Keisuke Harada     | 6.52,34    |
| 20     | Shunsuke Sugita    | 7.01,28    |
| 21     | Yasushi Hara       | 7.01,74    |
| 22     | Issei Matsumoto    | 7.02,79    |
| 23     | Yasuyuki Kobayashi | 7.21,93    |

| Rit        | Baan   | Schaatser          | Tijd (rang)  |
| ---------- | ------ | ------------------ | ------------ |
| B-divisie  |        |                    |              |
| 1          | Binnen | Shunsuke Sugita    | 7.01,28 (20) |
| 1          | Buiten |                    |              |
| 2          | Binnen | Issei Matsumoto    | 7.02,79 (22) |
| 2          | Buiten | Yasuyuki Kobayashi | 7.21,93 (23) |
| A-divisie  |        |                    |              |
| 3          | Binnen | Kenichiro Tomizu   | 6.48,73 (14) |
| 3          | Buiten | Ryo Shirakawa      | 6.49,36 (16) |
| 4          | Binnen | Takuzo Ootake      | 6.49,79 (17) |
| 4          | Buiten | Yasushi Hara       | 7.01,74 (21) |
| 5          | Binnen | Shouta Tanaka      | 6.49,06 (15) |
| 5          | Buiten | Keisuke Harada     | 6.52,34 (19) |
| 6          | Binnen | Koujiro Onodzuka   | 6.44,60 (11) |
| 6          | Buiten | Tatsuki Matsuzaki  | 6.50,24 (18) |
| 7          | Binnen | Motonaga Arito     | 6.39,86 (8)  |
| 7          | Buiten | Taishi Yamamoto    | 6.42,97 (10) |
| Dweilpauze |        |                    |              |
| 8          | Binnen | Mamoru Takada      | 6.46,74 (12) |
| 8          | Buiten | Riki Hayashi       | 6.47,52 (13) |
| 9          | Binnen | Masahito Oobayashi | 6.28,99 (3)  |
| 9          | Buiten | Shota Nakamura     | 6.42,43 (9)  |
| 10         | Binnen | Riku Tsuchiya      | 6.31,81 (5)  |
| 10         | Buiten | Shouya Ogawa       | 6.37,67 (7)  |
| 11         | Binnen | Takahiro Ito       | 6.29,22 (4)  |
| 11         | Buiten | Ryosuke Tsuchiya   | 6.27,36 (2)  |
| 12         | Binnen | Seitaro Ichinohe   | 6.24,67 (1)  |
| 12         | Buiten | Takuro Ogawa       | 6.36,25 (6)  |

## Wereldbekerkwalificatie
De volgende rijders hebben zich gekwalificeerd voor de wereldbekers:
| #      | Schaatser          | 1. Obihiro | 2. Tomakomai | 3. Tomaszów Mazowiecki | 4. Heerenveen |
| ------ | ------------------ | ---------- | ------------ | ---------------------- | ------------- |
| 1      | Seitaro Ichinohe   | X          | X            | 5 km niet verreden     | X             |
| 2      | Ryosuke Tsuchiya   | X          | X            | 5 km niet verreden     | X             |
| 3      | Masahito Oobayashi | X          | X            | 5 km niet verreden     | X             |
| 4      | Takahiro Ito       | X          | X            | 5 km niet verreden     |               |
| 5      | Riku Tsuchiya      | X          | X            | 5 km niet verreden     |               |
| Totaal | Totaal             | 5          | 5            |                        | 3             |

## IJs- en klimaatcondities
|                  |         | Start   | Eind |
| ---------------- | ------- | ------- | ---- |
| Tijd             | 12:19   | 18:02   |      |
| Paar             | 1       | 16      |      |
| Luchttemperatuur | 14,2°C  | 14,1°C  |      |
| IJstemperatuur   | -4,5°C  | -3,9°C  |      |
| Luchtvochtigheid | 60%     | 57%     |      |
| Luchtdruk        | 977 hPa | 976 hPa |      |